# Bianca Weiss
Bianca Weiss, född den 24 januari 1968 i Mainz, Tyskland, är en tysk landhockeyspelare.
Hon tog OS-silver i damernas landhockeyturnering i samband med de olympiska landhockeytävlingarna 1992 i Barcelona.